# Bride of the Regiment

Bride of the Regiment est un film américain réalisé par John Francis Dillon, sorti en 1930.

## Synopsis
Pendant la guerre austro-italienne, alors que l'Autriche contrôle le nord de l'Italie, le colonel Vultow, chef du régiment de cavalerie autrichien, est envoyé en campagne pour réprimer une révolte menée par l'aristocratie lombarde. Vultow décide d'aller au château du comte Adrian Beltrami, l'un des chefs de la révolution. Il se trouve que c'est le jour du mariage de Beltrami. Alors qu'il sort de l'église après son mariage avec la comtesse Anna-Marie, il apprend l'arrivée de l'Autrichien. À la demande de sa femme, Beltrami s'enfuit du château mais demande à Tangy, un sosie, de se faire passer pour lui et protéger Anna-Marie. Quand Adrian revient déguisé, il est présenté à Vultow en tant que chanteur et coupeur de silhouette, et lorsque le comte lui demande de créer une silhouette, il fait appel à Tangy. La tromperie est découverte et Vultow condamne Adrian à mort par un peloton d'exécution à moins qu'Anna-Marie ne se soumette à ses exigences sexuelles.
Désireuse de sauver son mari, Anna-Marie montre un portrait de son arrière-grand-mère à Vultow et explique pourquoi la femme ne porte qu'un manteau d'hermine. Son ancêtre a un jour tué un homme pour protéger son honneur, et la comtesse craint qu'elle ne soit forcée de faire de même. Le tableau prend vie et l'arrière-grand-mère d'Anna-Marie descend du cadre et embrasse Vultow, maintenant ivre de champagne. Il s'endort et rêve qu'Anna-Marie se donne volontairement à lui, et quand il se réveille, il ordonne à Adrian d'être libéré dans la croyance erronée qu'Anna-Marie est maintenant la sienne. Lorsque Vultow apprend que les troupes italiennes avancent, il part et le comte et la comtesse sont réunis.

## Fiche technique
- Titre : Bride of the Regiment
- Réalisation : John Francis Dillon
- Scénario : Ray Harris et Humphrey Pearson d'après la pièce Die Frau im Hermelin de Rudolph Schanzer et Ernst Welisch
- Société de production : First National Pictures
- Photographie : Devereaux Jennings et Charles Edgar Schoenbaum
- Montage : LeRoy Stone
- Pays d'origine : États-Unis
- Format : Couleurs - 1,37:1
- Genre : Film musical, romance
- Durée : 77 minutes
- Date de sortie : 1930

## Distribution
- Vivienne Segal : Comtesse Anna-Marie
- Allan Prior : Comte Adrian Beltrami
- Walter Pidgeon : Colonel Vultow
- Louise Fazenda : Teresa
- Myrna Loy : Sophie
- Ford Sterling : Tangy